# Zaluzianskya crocea
Zaluzianskya crocea är en flenörtsväxtart som beskrevs av Rudolf Schlechter. Zaluzianskya crocea ingår i släktet Zaluzianskya och familjen flenörtsväxter. Inga underarter finns listade i Catalogue of Life.